# خواجه

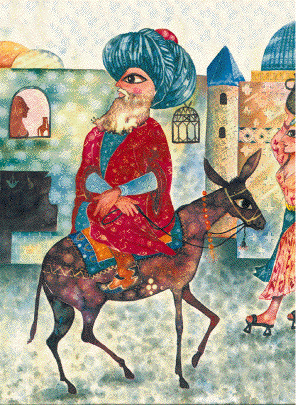
خواجه ملا نصرالدین بر روی خر

خواجه واژه‌ای فارسی به معنای آقا، بزرگ، کدخدا، رئیس خانه و همچنین ثروتمند و صاحب مکنت است.
در قدیم در فارسی صدراعظم و نخست‌وزیر را «خواجهٔ بزرگ» می‌گفتند. معلم. حکیم. دانا. عالم. تاجر. سوداگر و رئیس طایفه و صاحب جمعیت از دیگر معانی آن است. خواجه نظام‌الملک طوسی و خواجه عبدالله انصاری از نمونه‌افرادی هستند که با این لقب مشهورند.
در دوران حکومت آق قویونلوها استفاده از لقب خواجه برای صاحب‌دیوانان که مسئولیت مالیات را بر عهده داشتند متداول بود. خواجه‌ها در این دوران اکثراً ایرانی بودند.
در دورهٔ صفویه و قاجاریه این کلمه گاهی چون عنوانی به ارمنیان داده می‌شد: خواجه میکائیل، خواجه بقوس، خواجه سرکیس. به عنوان لقب برای پیغمبر اسلام نیز عناوین «خواجهٔ عالم، خواجهٔ دوسرا، خواجهٔ رُسُل و خواجهٔ بعث و نشر» در متون به‌کار رفته‌است.
خواجه به صورت عنوان افتخاری در سراسر خاورمیانه، جنوب آسیا، آسیای جنوب شرقی و آسیای مرکزی به ویژه برای آموزگاران صوفی استفاده می‌شده و می‌شود. مسلمانان کشمیری و یهودیان مزراحی، به ویژه یهودیان پارسی و یهودیان بغدادی نیز از آن استفاده می‌کنند.
تلفظ ترکی عثمانی واژه فارسی خواجه به‌صورت خوجه (ترکی امروزی hoca) است که زبان‌های بالکان و غیره آن را از این طریق به این صورت‌ها به وام گرفتند: hoxha در آلبانیایی، xoca (khoja) در آذربایجانی، hodža در بوسنیایی، χότζας (chótzas) در یونانی، hogea در رومانیایی و hoja در صربی. املاهای دیگر عبارتند از khaaja (بنگالی) و koja (جاوه‌ای). این نام در مصر و سودان نیز برای نشان دادن فردی با ملیت خارجی یا میراث خارجی استفاده می‌شود.